# Brigitte Coudrain
Brigitte Coudrain, née le 21 octobre 1934 à Paris, est une artiste, peintre, graveuse et illustratrice.

## Biographie
À partir de 1954, Brigitte Coudrain fréquente l'atelier du peintre et graveur Johnny Friedlaender dont elle devient la compagne jusqu'à sa mort en juin 1992.
En 1955, elle expose une série d'aquarelles, commence en 1958 à concentrer son travail sur la gravure et à participer aux grandes biennales internationales de gravures (Ljubljana, Triennale de Grenchen en Suisse, Biella en Italie) et au Salon de Mai. Elle reçoit un prix pour son art graphique en 1959 à la Biennale de Paris.

## Catalogue raisonné
Le catalogue raisonné des gravures réalisées entre 1957 et 1975 par Brigitte Coudrain (Werkverzeichnis der Radierungen 1957-1975) établi par Rolf Schmücking et publié par la Galerie Schmücking (Braunschweig) en 1976 répertorie 275 estampes originales, gravures isolées ou réalisées dans le cadre du livre illustré ou du portfolio.

## Œuvres
- Légendes de la nuit en Vendée. Témoignages paysans sur des animaux horrifiques, gravures de Brigitte Coudrain, Stuttgart, Manus Presse, 1964.
- Plantes, Stuttgart, Manus Presse, 1974.
- Dans le Vexin, portfolio, 5 gravures en 3 ou 4 couleurs (eau-forte et aquatinte), Stuttgart, Manus Presse, 1979.
- Troubadours provençaux, 10 gravures (pointe sèche et burin), Paris, Les Bibliophiles de Provence, 1985-1987.

## Musées et collections publiques
- Paris
  - Bibliothèque nationale de France[4].
  - Centre Pompidou[5].
- Washington, Smithsonian American Art Museum[6].
- New York, Metropolitan Museum of Art[7].
- Minneapolis, Minneapolis Institute of Art[8].
- Stanford, Iris & B. Gerald Cantor Center for Visual Arts[9].
- Chapel Hill, Ackland Art Museum (en)[10].
- San Antonio, Musée d'Art McNay[11].